# Lillsjön (Drängsereds socken, Halland)
Lillsjön är en sjö i Hylte kommun i Halland och ingår i Suseåns huvudavrinningsområde.